# 柳欣
柳欣（1956年12月—2013年10月24日），经济学教授。曾任南开大学经济研究所所长、《政治经济学评论》主编。

## 生平
祖籍江苏镇江，1956年12月生于天津。1982年本科毕业于南开大学经济系，1985年于南开大学经济研究所获硕士学位，此后任教于南开经研所，1992年在南开经研所获经济学博士学位。1995年晋升为教授，1998年聘为博士生导师。1995-1996年在美国斯坦福大学作高级访问学者。2005-2006年在日本爱知大学任客座教授。2000年起任南开大学政治经济学研究中心常务副主任，并任南开大学虚拟经济与管理研究中心副主任、南开大学统计制度与方珐研究中心副主任。1998年任南开大学经济研究所所长。2013年10月24日上午病逝。

## 思想
柳欣认为“剑桥资本争论”说明了新古典经济学内在的不可避免的矛盾，要“向主流经济学宣战”。在《资本理论——有效需求与货币理论》中，柳欣构建了以货币经济的宏观模型为核心的完整经济学理论体系。

## 著作
主编《政治经济学学习指导》、《新中国经济学60年》、《中国经济学三十年》，编著《经济思想史》。
- 《资本理论——价值、分配与增长理沦》，陕西人民出版社，1994年（柳欣博士论文改写，全面梳理了“剑桥资本争论”。）
- 《社会主义经济学通论》（合著），高等教育出版社，1999年
- 《现代西方经济学教程》（合著），南开大学出版社，2000年
- 《社会主义劳动与劳动价值论研究》（合著），南开大学出版社，2002年
- 《资本理论——有效需求与货币理论》，人民出版社，2003年。（柳欣博士论文改写。）
- 《2003 中国宏观经济运行与波动》， 人民出版社，2003年。
- 《中国宏观经济分析》（合著），南开大学出版社，2003年
- 《政治经济学（社会主义部分）》（合著），山西人民出版社，2003年
- 《经济学与中国经济》，人民出版社，2006年
- 《货币经济的宏观经济理论》（柳欣、陈祥、靳卫萍），人民出版社，2006年
- 《资本理论与货币理论》（柳欣、郭金兴、王彩玲），人民出版社，2006年（《资本理论——有效需求与货币理论》更为系统的阐述）
- 《马克思经济学与古典一般均衡理论》（王璐、柳欣），人民出版社，2006年
- 《货币理论的发展与重建》（樊苗江、柳欣），人民出版社，2006年。
- 《经济学与中国经济》，人民出版社，2006年
- 《柳欣学术论文集》，南开大学出版社，2014年